# Heinrich V. (1944)
Heinrich V. ist ein britischer Historienfilm aus dem Jahr 1944, der auf dem gleichnamigen Bühnenstück von William Shakespeare basiert, wobei rund die Hälfte des Originaltextes übernommen wurde. Die Titelrolle sowie die Regie und Produktion übernahm Laurence Olivier, dem der Film einen Ehrenoscar sowie große Anerkennung als Filmregisseur einbrachte.

## Exposition
Der Film beginnt mit einer Panorama-Aufnahme von London im Jahr 1600 sowie dem Globe Theatre, in dem der historische Shakespeare gewirkt hatte. Der Chor, verkörpert durch Leslie Banks, tritt auf und empfiehlt den Zuschauern, sich ihrer eigenen Vorstellungskraft zu bedienen, um sich die Handlungsorte auszumalen. Die ersten Szenen, die daraufhin folgen, sind noch stark dem Theater verbunden, im weiteren Verlauf nutzt der Film immer mehr typische auf das Kino ausgelegte Stilmittel und malt die Schauplätze der Handlung in großen Bildern aus.

## Handlung
Der Erzbischof von Canterbury und der Bischof von Ely sind in eine Diskussion vertieft, als König Heinrich zu ihnen tritt. Ein Geschenk des französischen Dauphin ist eingetroffen. Es handelt sich um Tennisbälle, die auf die Jugend und Unerfahrenheit Heinrichs anspielen sollen, was den König empört. Der französische Botschafter wird fortgeschickt. Heinrich bereitet sich vor, den französischen Thron zu erobern, den er als sein Eigentum betrachtet. Als Heinrich seine Streitkräfte aushebt, stirbt sein Mentor Falstaff. Die Flotte verlässt den Hafen von Southampton und landet in Frankreich. Der Weg der Truppen zieht sich durch Frankreich bis zur Stadt Harfleur, die daraufhin von den Engländern belagert wird. Erst nach einer mitreißenden Ansprache des Königs kann die Stadt eingenommen werden. Danach marschieren die Truppen nach Agincourt. Bevor es zur Schlacht kommt, streicht der König durch das Lager, um zu erfahren, wie die Stimmung seiner Männer ist. Im Morgengrauen hält er unmittelbar vor der Schlacht seine berühmte St.-Crispins-Tag-Rede.
Die Schlacht von Azincourt beginnt. Heinrichs Bogenschützen beschießen die Franzosen, die durch den Schlamm auf den Feldern behindert werden. Heinrich lässt seine Reiterschaft vorrücken, um den Vorteil zu nutzen. Der französische Dauphin, von der Attacke überrascht, greift das Camp der Engländer an und tötet alle zurückgebliebenen Männer. Heinrich ist empört und versucht, den französischen Truppenkommandeur zu stellen. Bei dem folgenden Zweikampf mit dem Kommandeur erleidet Heinrich eine Kopfwunde. Der benommene König wird durch einen Schwerthieb auf seine Hand entwaffnet. Trotzdem kann er den Kommandeur töten, indem er ihn mit seinem Panzerhandschuh erschlägt.
Die Schlacht ist gewonnen. König Heinrich zieht an den französischen Hof, um Prinzessin Katherina zu umwerben. König Karl VI. von Frankreich adoptiert Heinrich, und der französische Thron ist nun unter englischer Kontrolle.

## Hintergrund
Mit einem Budget von rund zwei Millionen US-Dollar war der Film die bis zu diesem Zeitpunkt teuerste britische Produktion. Laurence Olivier wollte ursprünglich William Wyler als Regisseur für das Projekt gewinnen. Doch Wyler, der mit Olivier zuvor die Brontë-Verfilmung Sturmhöhe (1939) gedreht hatte, lehnte mit der Begründung ab, ein Shakespeare-Stück könne nur von Olivier selbst inszeniert werden. Oliviers Ehefrau Vivien Leigh wollte die Rolle der Prinzessin spielen, doch ihr Studio verweigerte ihr dies, weil die Rolle zu klein war. Im Gegensatz dazu stand John Gielgud, dem die angebotene Rolle des französischen Königs nicht gefiel.
Die Auswirkungen des Zweiten Weltkriegs waren auch bei der Produktion des Films zu spüren. So mussten wegen der Metallverknappung alle Rüstungsteile durch silbergefärbte Wolle imitiert werden. Um vor Störungen durch den Krieg gefeit zu sein, wurde zudem im neutralen Irland gedreht.
Winston Churchill wollte diesen Film als moralische Aufrüstung für seine Truppen wissen. So wurden einige Passagen, zum Beispiel die Exekution eines Freundes von Heinrich als Exempel, nicht in den Film übernommen. Auch einige Textstellen des Shakespeare-Originals, die man als Kritik am König auslegen konnte, fielen heraus.
Der Originaltitel The Chronicle History of King Henry the Fift with His Battell Fought at Agincourt in France, der in der Regel im englischen Sprachraum mit Henry V abgekürzt wird, ist der längste Titel eines Films, der je für einen Oscar nominiert war.

## Kritiken
Bosley Crowther von der New York Times bezeichnete den Film seinerzeit als „erstaunlich brillantes und faszinierendes Leinwandspektakel“, das „reich an dramaturgischen Ideen“ und „heroischer Bildlichkeit“ sei und zudem auf würdevolle Weise Rücksicht auf „die Konventionen des Elisabethanischen Theaters“ nehme.
Der film-dienst war voll des Lobes und nannte Oliviers Adaption eine „[k]ongeniale Übertragung des Shakespearschen Königsdramas, die von der Bühnenszenerie des historischen Globe-Theaters ausgeht und auf der Suche nach einer typisch filmischen Optik mit Massenarrangements und fahlen Farben experimentiert, die zeitgenössischen Bildteppichen entlehnt sind. […] Dabei erlebt man die ausgezeichneten Schauspieler in ihrer gesamten Gestalt, verfolgt nicht nur ihre Mimik, sondern auch ihre Gesten und Bewegungen, was dem Film eine für traditionelle Theaterverfilmungen ungewöhnliche Eigendynamik und Ausstrahlung verleiht“. Das Fazit lautete: „Ästhetisch anspruchs- und reizvoll und nicht nur für Shakespeare-Verehrer ein Genuß.“
Dem Nachschlagewerk 1001 Filme zufolge war Heinrich V. „der erste Shakespearefilm, dem es gelang, gleichzeitig Shakespeare wahrhaft treu und absolut filmisch zu sein“.

## Auszeichnungen
Bei der Oscarverleihung 1947 war der Film in den Kategorien Bester Film, Bester Hauptdarsteller, Beste Filmmusik und Bestes Szenenbild (Paul Sheriff, Carmen Dillon) für den Oscar nominiert. Olivier, der sich als Hauptdarsteller Fredric March in Die besten Jahre unseres Lebens geschlagen geben musste, wurde stattdessen mit dem Ehrenoscar für seine herausragende Leistung als Darsteller, Regisseur und Produzent von Heinrich V. ausgezeichnet. Bereits 1946 hatte das National Board of Review den Film in den Kategorien Bester Film und Bester Hauptdarsteller mit je einem Preis bedacht. Im selben Jahr hatte Olivier zudem den Preis des New York Film Critics Circle als Bester Darsteller erhalten.
Das British Film Institute wählte Heinrich V. im Jahr 1999 auf Platz 18 der 100 besten britischen Filme des 20. Jahrhunderts.

## Synchronisation
Als der Film zum ersten Mal in den deutschen Kinos lief, war er weitestgehend untertitelt, jedoch wurden einige Monologe von Wolfgang Lukschy im Voiceover eingesprochen und das Geschehen kommentiert. Weitere Sprecher gab es nicht. Im Jahr 1976 wurde im Auftrag des ZDF eine wirkliche Synchronisation durch die Studio Hamburg Synchron GmbH produziert. Für das Dialogbuch und die Dialogregie war Werner Bruhns verantwortlich.
| Rolle                      | Darsteller        | Synchronsprecher   |
| -------------------------- | ----------------- | ------------------ |
| Heinrich V.                | Laurence Olivier  | Sebastian Fischer  |
| Erzbischof von Canterbury  | Felix Aylmer      | Dieter Borsche     |
| Bischof von Ely            | Robert Helpmann   | Horst Keitel       |
| Karl VI.                   | Harcourt Williams | Hugo Schrader      |
| Prinzessin Katharina       | Renée Asherson    | Doris Schade       |
| Truppenkommandeur          | Leo Genn          | Günter König       |
| Dauphin                    | Max Adrian        | Wolfgang Kieling   |
| Sir John Falstaff          | George Robey      | Friedrich Schütter |
| Pistol                     | Robert Newton     | Heinz Reincke      |
| der Chor                   | Leslie Banks      | Will Quadflieg     |
| Earl von Westmoreland      | Gerald Case       | Christoph Bantzer  |
| Earl von Salisbury         | Griffith Jones    | Henry Kielmann     |
| Sir Thomas Erpingham       | Morland Graham    | Otto Kuhlmann      |
| Herzog von Exeter          | Nicholas Hannen   | Richard Münch      |
| Herzog von Gloucester      | Michael Warre     | Peter Kirchberger  |
| Herzog von Bourbon         | Russell Thorndike | Martin Hirthe      |
| Botschafter von Frankreich | Ernest Thesiger   | Hermann Lenschau   |
| Lord Montjoy               | Ralph Truman      | Paul Edwin Roth    |
| Nym                        | Frederick Cooper  | Balduin Baas       |
| Bardolph                   | Roy Emerton       | Benno Hoffmann     |
| Herzog von Orleans         | Francis Lister    | Lothar Blumhagen   |
| Mätresse Quickly           | Freda Jackson     | Christa Berndl     |
| Fluellen, Waliser          | Esmond Knight     | Harry Wüstenhagen  |
| Gower, Engländer           | Michael Shepley   | Horst Niendorf     |
| Jamy, Schotte              | John Laurie       | Hubert Suschka     |
| MacMorris, Ire             | Niall MacGinnis   | Dieter Prochnow    |
| Herzog von Burgund         | Valentine Dyall   | Werner Bruhns      |

Andere Quellen geben Ethel Caron als Sprecherin der Prinzessin Katharina an.

## Weitere Verfilmungen des Shakespeare-Dramas
- 1953: Henry V. – britischer Fernsehfilm von Peter Watts
- 1966: Henry V. – britischer Fernsehfilm von Lorne Freed und Michael Langham
- 1979: Henry V. – britischer Fernsehfilm von David Giles
- 1989: Henry V. – britischer Spielfilm von und mit Kenneth Branagh
- 2003: Henry V. – US-amerikanischer Fernsehfilm von Neal J. Gauger